# Вроцанка (Ясельський повіт)
Вроцанка (пол. Wrocanka) — село в Польщі, у гміні Тарновець Ясельського повіту Підкарпатського воєводства.
Населення — 778 осіб (2011).
У 1975-1998 роках село належало до Кросненського воєводства.

## Демографія
Демографічна структура станом на 31 березня 2011 року:
|          | Загалом | Допрацездатний вік | Працездатний вік | Постпрацездатний вік |
| -------- | ------- | ------------------ | ---------------- | -------------------- |
| Чоловіки | 397     | 98                 | 263              | 36                   |
| Жінки    | 381     | 68                 | 229              | 84                   |
| Разом    | 778     | 166                | 492              | 120                  |